# Andrija Aleši
Pour les articles homonymes, voir Alesi.
Andrija Aleši (aussi connu sous les noms d'Andrea Nikollë Aleksi et Andrea Alessi), né en 1425 à Durrës et mort en 1505 à Split, est un peintre, sculpteur et architecte de la Renaissance, d'origine albanaise et actif en Dalmatie.

## Biographie
Dans sa jeunesse, il s'exile à Zadar, où il devient apprenti du sculpteur Marco di Pietro da Troia (1435-1443). Par la suite, il effectue la plus grande partie de sa carrière en Dalmatie. Il fait partie des élèves de Georges le Dalmate, qu'il aide à réaliser le baptistère de la cathédrale Saint-Jacques de Šibenik, puis les statues de la loge des commerçants à Ancone (1452-1454).
En 1448, il travaille à la chapelle Sainte-Catherine de la église Saint-Dominique de Split (hr). Suivent plusieurs autres chapelles et le baptistère de la cathédrale Saint-Laurent de Trogir (1466-1467). L'année suivante, il commence une collaboration avec Niccoló le Florentin pour réaliser la chapelle Saint Jean Ursini de Trogir, qui est considéré comme son œuvre majeure. Il retourne ensuite à Split pour restaurer le campanile de la cathédrale.